# Brevet de technicien supérieur - Maintenance industrielle
Le Brevet de technicien supérieur - Maintenance industrielle a connu sa dernière session d'examen en 2015. Il est remplacé par le BTS maintenance des systèmes, option systèmes de production.

## Débouchés
Le technicien supérieur en maintenance industrielle doit savoir dépanner, réparer, améliorer les équipements, mais aussi anticiper les dysfonctionnements grâce à sa connaissance du secteur d'intervention et l'utilisation de la GMAO (gestion de la maintenance assistée par ordinateur).
C'est un technicien de terrain qui intervient sur des lignes de fabrication ou des machines isolées. Ses compétences s'appuient sur une bonne connaissance des systèmes automatisés et des équipements électriques et mécaniques, ainsi que sur la maîtrise des méthodes de maintenance aussi bien préventive que corrective.
Il peut établir un diagnostic de panne, faire le bilan d'une suite d'interventions et l'analyser pour établir le cahier des charges d'installations nouvelles. Une fois ces installations réalisées, il peut les réceptionner et superviser leur mise en œuvre.
Le titulaire exerce dans de grandes entreprises industrielles, des PME/PMI ou dans des entreprises spécialisées de maintenance et d’expertise. Ses objectifs sont de préserver la santé des personnes, d’assurer leur sécurité tout en préservant les biens et l’environnement. Il participe également à améliorer la qualité (progrès dans toutes les activités de maintenance, processus de certification de l’entreprise), tout en respectant les impératifs économiques.

## Exemples de métiers
- ascensoriste
- responsable du service après-vente
- technicien(ne) de maintenance industrielle
- technicien(ne) en automatismes

## Organisation de la formation
| Horaires                              | 1re année | 2e année |
| ------------------------------------- | --------- | -------- |
| Culture générale et expression        | 2 h       | 2 h      |
| Anglais                               | 2 h       | 2 h      |
| Mathématiques                         | 3 h       | 3 h      |
| Sciences physiques                    | 4 h       | 4 h      |
| Analyse fonctionnelle et structurelle | 5 h       | 6 h      |
| Automatique                           | 4 h       | 3 h      |
| Génie électrique                      | 3 h       | 3 h      |
| Stratégie de maintenance              | 3 h       | 2 h      |
| Activités pratiques                   | 6 h       | 6 h      |
| Total                                 | 32 h      | 31 h     |

Au cours des deux années d'études à temps plein, l'étudiant est en relation permanente avec le monde du travail notamment au travers :
- de l'exploitation pédagogique de thèmes d'étude issus du secteur industriel,
- d'une période de stage en entreprise, chacune de sept semaines.

## Objectifs de la formation
Le but de la formation est de former des techniciens de maintenance polyvalents dans les domaines de l'électricité, la mécanique et l'automatisme. À l'issue de la deuxième année, le technicien peut intégrer le service de maintenance d'une industrie, à plusieurs postes (technicien, chef d'équipe, responsable maintenance).

## Conditions d'admission
La majorité des candidats provient du BAC STI2D, option génie électrotechnique ou génie électronique. Les titulaires d'un BAC Pro dans les domaines de la maintenance ou de l'électrotechnique ont aussi accès à ce BTS.

## Sources
- L'étudiant Fiche BTS MI